# Jonas Bogaerts
Jonas Bogaerts (Tienen, 6 maart 1987) is een Belgisch voetballer die uit de voeten kan als centrale verdediger en als centrale middenvelder. Sinds 2018 komt hij uit voor KVK Tienen.
Voordien speelde Bogaerts onder andere nog bij FCV Dender EH,SC Eendracht Aalst en KVK Tienen, waarmee hij als titularis in de Belgacom League uitkwam. Verder nam Bogaerts deel aan de jeugdopleiding van Sint-Truiden VV. 
1 Van den Noortgaete ·
2 Kompany ·
3 Vanbelle ·
4 De Greef ·
5 Filipović ·
6 Lievens ·
7 De Cuyper ·
8 Weydisch ·
9 Martin ·
10 Janssens ·
11 Van Damme ·
12 Čerimagić ·
13 Nelis ·
14 Glouftsis ·
15 Van Steenbrugghe ·
16 Bael ·
17 Bogaerts ·
18 Van Belle ·
19 De Neve ·
20 Shkodra ·
21 Ngasseu ·
22 Smet ·
23 Kabeya ·
25 Verhoeven ·
Coach: Desaeyere